# Avesuchia
De Avesuchia zijn een groep reptielen behorend tot de Archosauromorpha.
In 1999 benoemde en definieerde de Britse paleontoloog Michael Benton een klade Avemetatarsalia, een onderverdeling van de klade die de Franse paleontoloog Jacques Gauthier de Archosauria noemde. Archosauria sensu Gauthier was echter een meer beperkt begrip dan het traditionele concept Archosauria. Gauthier had de Archosauria als een "kroongroep" gedefinieerd, verankerd op de nog levende vertegenwoordigers: de vogels en de krokodilachtigen. Het traditionele Archosauria noemde hij de Archosauriformes. Benton wilde echter niet meegaan in deze nieuwlichterij en bleef de term met de meer traditionele inhoud toepassen. Nu hij echter de kroongroep wilde verdelen, moest hij die dus een eigen naam geven en dat deed hij in dezelfde publicatie: Avesuchia, gedefinieerd als "een nodusklade bestaande uit Avemetatarsalia en Crurotarsi en al hun afstammelingen". Het "al hun afstammelingen" moet gelezen worden als "alle afstammelingen van hun laatste gemeenschappelijke voorouder" en de nevenschikking van Avemetatarsalia en Crurotarsi suggereert dat Benton die laatste groep als een stamklade zag, hoewel die toen nog door niemand als zodanig correct gedefinieerd was. Een tweede probleem was dat Benton Avemetatarsalia weer definieerde met een verwijzing naar Avesuchia zodat de definitiestructuur circulair is; uit de context is echter duidelijk wat bedoeld wordt.
De naam Avesuchia verwijst naar de vogels (Aves) en de krokodilachtigen (Suchia), dus de twee groepen die impliciet de kroongroep verankeren. Benton wees Avesuchia geen taxonrang toe, hoewel hij dat met Avemetatarsalia in zekere zin wel deed.
In 2004 definieerde Benton Crurotarsi als een nodusklade en breidde zijn definitie van Avesuchia uit met "en zustertaxa van Crurotarsi die nauwer verwant zijn aan Crocodilia dan aan Aves" — wat "al hun afstammelingen" eigenlijk weer overbodig maakt.
In 2005 meende Paul Sereno dat het begrip Avesuchia overbodig was en dat Benton dat zelf mede veroorzaakt had door Archosauria ook niet meer traditioneel op te vatten maar als een groep die bepaald werd door het bezit van een fenestra antorbitalis. Archosauria sensu Gauthier is nu verreweg het meest gebruikte concept.